# Cantón de Thonon-les-Bains
El cantón de Thonon-les-Bains (en francés canton de Thonon-les-Bains) es una circunscripción electoral francesa situada en el departamento de Alta Saboya y la región de Auvernia-Ródano-Alpes.
Fue creado por el decreto n.º 2014-153 del 13 de febrero de 2014 que entró en vigor en el momento de la renovación general de asamblearios departamentales en marzo de 2015.

## Composición
El cantón está formado por doce comunas:
- Thonon-les-Bains (bureau centralisateur)
- Allinges
- Armoy
- Bellevaux
- Cervens
- Draillant
- Lullin
- Lyaud
- Orcier
- Perrignier
- Reyvroz
- Vailly